# Cerámica awajún
La cerámica awajún es la alfarería producida por el pueblo nativo awajún que habita en la Amazonía peruana. Hechos con barro húmedo tienen fines domésticos, pero también usos religiosos. Están decorados con formas geométricas inspiradas en elementos de la naturaleza. El proceso de elaboración comprende cinco fases: la recogida de la materia prima, el modelado, la cocción, la ornamentación y el acabado. Esta práctica es trasmitida por las “dukúg”, sabias ancianas, a las demás mujeres de sus familias, en forma de tradición oral.
La cerámica tradicional de la comunidad Awajún se especializa en la creación de recipientes como vasijas, ollas y tinajas, utilizando una variedad de materiales naturales como arcillas, cenizas, resinas, látex, hojas y otros recursos locales.
En el 2017 fue declarado Patrimonio Cultural de la Nación.
El 14 de diciembre de 2021 fue incluida en la Lista Representativa del Patrimonio Cultural Inmaterial de la Humanidad de la Unesco.
La cerámica Awajún se caracteriza por su permanencia en el tiempo sufriendo algunas influencias por su reciente inserción en los circuitos comerciales actuales. Tal es su importancia que se encuentra dentro de los mitos sobre el Núgkui.

En tiempos de los antepasados, la Luna llevaba el nombre Nántu, quien estaba casado con Aúju, el ave ayaymama. Él había sembrado una chacra de zapallos para que no faltara comida en su hogar. Sin embargo, cuando los zapallos maduraban, Aúju se los comía todos y engañaba a su marido diciendo que aún no estaban listos. Ella mintió así a su esposo por un largo tiempo. Hasta que, un día, Nántu se queda espiando a Aúju y ve cómo ella devora todos los zapallos maduros. Entonces, indignado por sus engaños, decide marcharse al cielo y convertirse en Luna. Aúju, por seguirlo, cae de la cuerda que usó Nántu para subir al cielo. Al caer, su barriga revienta esparciendo todo el zapallo por diferentes lugares de la tierra. Inconsolable por no poder alcanzar a su esposo en el cielo, Aúju se transforma en el ave ayaymama (Ministerio de Cultura, 2015)

## Materiales
Las artesanas awajún han adquirido los materiales empleados en la fabricación de la cerámica a través de un proceso de experimentación con diversos recursos provenientes del bosque amazónico. 
Además de la arcilla, las ceramistas requieren cortezas de árboles, hojas, látex y frutos de plantas. Es fundamental mantener estos recursos accesibles y gestionarlos de manera apropiada para asegurar su extracción adecuada. Los insumos y conocimientos aplicados para la transformación, son resultado de un proceso experimental cultural manejados de un modo sostenible.
Dúwe: La arcilla en idioma awajún es el componente esencial de la cerámica. Se adquiere en forma de barro húmedo, altamente maleable, y se clasifica como arcilla grasa.Los depósitos de dúwe se localizan en las zonas húmedas de los bosques, próximos a arroyos o lagunas, en el subsuelo.
Yukuúku: El árbol Yukuúku desempeña un papel crucial en la cerámica awajún. Además de ser una fuente vital de materia prima, la ceniza Yukuúku, obtenida mediante la quema de las cortezas de Apacharama, se incorpora al dúwe para crear la mezcla cerámica. Esta ceniza actúa como un fundente natural que otorga a la cerámica la capacidad de resistir altas temperaturas, asegurando que las vasijas permanezcan sólidas y no se agrieten durante el proceso de cocción.
Duke: Las ceramistas emplean hojas de plantas para recubrir las porosidades y hacer impermeable la cerámica.
Yukáip: En el idioma awajún, yukáip es una sustancia cerosa producida a partir del árbol de lacre.
Daúm: Para la cerámica awajún, se emplea el látex blanco del árbol leche caspi o daúm, el cual se encuentra tanto en áreas boscosas como en huertos.
Chípa: Este látex proviene del árbol copal caspi.
Shijíkap: Se trata de una resina altamente duradera obtenida de una variante del árbol copal caspi. Esta resina se extrae en forma sólida de los troncos de árboles maduros, aunque también puede obtenerse en estado líquido mediante incisiones en el tronco para luego solidificarlo.
Ipak: Se emplean los frutos de la planta de achiote, denominada también ipak, para colorear las piezas de cerámica de rojo.
Kayushik agantin: Se utiliza carbón para crear diseños negros en las vasijas, aplicándolo en forma de dibujos. Este carbón se elabora moliendo trozos de madera y luego hirviéndolos en agua, antes de mezclarlos con látex de leche caspi. Aunque puede provenir de distintos tipos de madera, se prefiere comúnmente el carbón obtenido del árbol guaba.
Majág: En la lengua awajún, majág es el término utilizado para describir las arcillas de tonalidades rojizas, marrones y amarillentas, conocidas como "arcillas de colores".
Chígkim: También denominado leña desempeña un doble papel en la producción de cerámica. En primer lugar, se utiliza para cocer las piezas ya moldeadas. Además, durante el proceso cerámico, el chígkim también se emplea para producir humo.

## Instrumentos y proceso de elaboración
Los instrumentos para la elaboración de la cerámica Awajún son diversos mientras que la fabricación sigue un proceso que consta de tres etapas:
1. Recolección de la arcilla e insumos
2. Transformación: modelado y acabados
3. Quema y acabado finales

Cada una de estas fases implica procedimientos distintivos.
Las herramientas generalmente son elaboradas  por las mujeres artesanas. Estas incluyen:
Púmput o batan: Base de madera que incluye una piedra ovalada para moler la corteza y mezclarla con la arcilla.
Tsatsamtai: Cernidor para tamizar materiales como la ceniza y la arcilla.
Tatag: Tabla delgada generalmente rectangular sobre el cual se levantan las piezas de cerámica.
Kuiship o debastador: Pieza que sirve para rebajar y emparejar el grosor de la pieza 
Jimchaag: Piedras lisas de canto rodado que sirven para pulir 
Saepe: Cáscaras que sirven para alisar la textura de las piezas de cerámica cuando aun están húmedas.
Intash ayaimu: Son pinceles hechos con cabello humano. Los mangos se pueden hacer con arcillas o cera de abeja.
Según el tipo de vasija o material empleado, se aplican hasta seis técnicas distintas para dar carácter a las piezas. El término genérico para los diseños en la cerámica Awajún es chachamamu, que significa cualquier tipo de pintura. Las artesanas dibujan una variedad de diseños en las vasijas con el fin de realzar su estética y otorgarles características distintivas. Estos diseños suelen estar compuestos por formas geométricas estilizadas que evocan elementos de la naturaleza, como montañas, estrellas, partes de animales, plantas, peces, hojas, entre otros. Las ceramistas Awajún están constantemente explorando nuevas figuras y, para ello, observan detalladamente y aprenden del entorno del bosque amazónico.

## Formas y usos de la cerámica awajún
Las piezas poseen formas variadas que se encuentran relacionadas con sus funciones y futuros usuarios. 
Amamuk: Vasija grande de barro que presenta decoraciones. Incluye varios niveles escalonados con diámetros diferentes. Usualmente pintado con achiote por la parte de afuera. Se utiliza para beber masato.
Buwits: Tinajas que por lo general se encuentran pintadas en la parte externa. Son recubiertas con resina Shijíkap, la cual sirve parra impermeabilizar la pieza y contribuir a la aceleración del masato de yuca.
Yucun: Presenta una forma similar a una copa con paredes gruesas, sirve para contener agua que se entibia directamente al fuego.
Yumi: Sirve para transportar líquidos, para su elaboración se considera dos tipos de arcillas para la base. Tiene la forma de una calabaza.
Pinig: Posee diferentes tamaños dependiendo del uso que se le de al objeto. Los pining con diseño se usan para beber masato por las autoridades y aquellas que hayan tenido visiones.

## Variantes
Se han identificado las siguientes variantes:
1. Cerámica natural recubierta con resina para impermeabilizarla
2. Cerámica natural recubierta con resin ay achiote que además  que le da un efecto rojizo.
3. Cerámica decorada con cabello y resina transparente
4. Cerámica ahumada y humeada
5. Cerámica  decorada con grafica de engobes previa cocción y recubierta con resina
6. Cerámica decorada post-cocción, en este caso, la parte externa va cubierta con achiote.

## Las mujeres awajún y la cerámica
El conocimiento o dékamu que tienen las mujeres awajún incluye sin lugar a dudas la habilidad para elaborar cerámica tradicional, entre otras actividades. La estandarización de los elementos utilizados en la fabricación de cerámica awajún es el producto de un proceso de aprendizaje y experimentación, en el cual el bosque amazónico desempeña un papel fundamental como proveedor primordial durante la fase creativa de las mujeres awajún. La producción de cerámica representa un proceso singular que está arraigado en el conocimiento ancestral del pueblo awajún, el cual se ha acumulado a lo largo de numerosos siglos. Este arte cerámico es una actividad exclusiva de las mujeres y se convierte en un ritual intrínsecamente ligado a la naturaleza amazónica, dado que todos los materiales necesarios para su elaboración se obtienen de la selva.
Hace más de dos décadas, un conjunto de mujeres awajún de El Cenepa, en Condorcanqui, Amazonas, optaron por honrar la tradición oral de sus abuelas y preservar todo el conocimiento vinculado a la cerámica. Estas mujeres, que destacan por su protección, determinación y sabiduría, deseaban garantizar que esta riqueza de habilidades y talento se transmitiera de manera continua a las generaciones venideras mediante la práctica constante de la alfarería.